# 冷炎
冷炎（れいえん）とは、分子量の比較的大きい炭化水素やエーテル、アルデヒドなどの混ざった混合気がある温度、圧力の範囲において、自己着火に先だって観測される微量な発熱を伴う発光のこと。ディーゼル機関の燃焼においても、条件によっては観測されることがあり、ガソリンエンジンにおけるノッキング現象の原因ともされている。
励起されたホルムアルデヒドによる発光で、一般の火炎への前段階の非定常な現象と考えられる。